# 121 État 2602 à 2620
Les 121 État 2602 à 2620 sont des locomotives de vitesse des chemins de fer de l'Etat, utilisées pour la traction des trains de voyageurs.

## La construction
La construction se déroule dans l'ordre suivant:
n° 2601, livrée par la SACM en 1889
n° 2602-2610, livrées par Fives-Lille en 1890
n° 2611-2620, livrées par Cail en 1890

## Histoire
Les 121 État 2602 à 2620 sont affectées aux trains rapides du réseau. 
À l'origine, un prototype est établi par la SACM et présenté à l'Exposition Universelle de 1889. Il est immatriculé 2601 dans le parc des chemins de fer de l'Etat, puis 121-002 en 1909. Lors d'un concours de vitesse organisé sur le PLM, le 21 juin 1890, il atteint une vitesse proche de 125km/h.
Une série de 19 locomotives est ensuite réalisée et immatriculée 2602 à 2620. Elles deviennent en 1909 les 121-051 à 121-069. En 1938, lors de la création de la SNCF, elles formeront la série des 3-121 C 51 à 69.

## Caractéristiques
- Pression de la chaudière : 12,7 kg/cm2
- Surface de grille : 1,92 m2
- Surface de chauffe : 185 m2
- Diamètre des cylindres HP : 440 mm
- Diamètre des cylindres BP : 650 mm
- Diamètre des roues motrices : 2 020 mm
- Empattement des roues motrices: 2,10 m
- Empattement total :5,85 m
- Masse en ordre de marche : 47 t
- Longueur hors tout : 9,89 m [3]